# 東京都保健医療公社
公益財団法人東京都保健医療公社（こうえきざいだんほうじんとうきょうとほけんいりょうこうしゃ）は、かつて東京都にあった公益財団法人である。旧主務官庁は、東京都知事。東京都政策連携団体に指定されていた。
都は2020年3月31日、都内8カ所の都立病院と6カ所の公社病院を一体運営する地方独立行政法人「東京都病院機構（仮称）」を2022年度内に設立する方針を発表し、2021年の令和3年第3回都議会定例会で、地方独立行政法人「東京都立病院機構」として2022年7月に設立される定款が議決され、2022年7月1日付で設立された。これにより、同日付で東京都保健医療公社は解散となった。

## 管理する病院
- 東部地域病院
- 多摩南部地域病院
- 大久保病院
- 多摩北部医療センター
- 荏原病院
- 豊島病院
- 東京都がん検診センター

## 沿革
- 1988年（昭和63年）6月1日 - 財団法人東京都保健医療公社として設立。
- 1990年（平成2年）7月27日 - 東部地域病院開設。
- 1993年（平成5年）7月26日 - 多摩南部地域病院開設。
- 2003年（平成15年）4月1日 - 東京都多摩がん検診センター運営開始。
- 2004年（平成16年）4月1日 - 大久保病院運営開始。
- 2005年（平成17年）4月1日 - 多摩北部医療センター運営開始。
- 2006年（平成18年）4月1日 - 荏原病院運営開始。
- 2009年（平成21年）4月1日 - 豊島病院運営開始。
- 2010年（平成22年）4月1日 - 東京都多摩がん検診センターを東京都がん検診センターに名称変更。
- 2012年（平成24年）4月1日 - 公益財団法人に移行。
- 2022年（令和4年）7月1日 - 地方独立行政法人東京都立病院機構に移行し、公益財団法人東京都保健医療公社は同日付で解散[1]。